# Anh có thích Brahms?
Anh có thích Brahms? (tiếng Hàn: 브람스를 좋아하세요?; Romaja: Beuramseureul Joahaseyo?) là một bộ phim truyền hình Hàn Quốc ra mắt năm 2020 với sự tham gia của Park Eun-bin và Kim Min-jae. Đây là bộ phim tình cảm kể về những sinh viên dạy nhạc cổ điển tại một trường danh tiếng. Bộ phim được phát sóng trên đài SBS từ ngày 31 tháng 8 năm 2020 vào 22:20 (KST) mỗi thứ Hai và thứ Ba hàng tuần. Phim được phát sóng trên VTV2 vào lúc 19:50, bắt đầu từ ngày 12 tháng 4 năm 2022.

## Nội dung
Anh có thích Brahms? xoay quanh câu chuyện những học sinh trẻ tài năng của trường âm nhạc danh giá trên con đường theo đuổi tình yêu và hạnh phúc, và trên con đường đó, họ sẽ phải đối mặt với khó khăn khi phải đưa ra quyết định giữa mơ mộng và thực tế.

## Diễn viên

### Vai chính
- Park Eun-bin [5] vai Chae Song-ah
- Kim Min-jae [6] vai Park Joon-yeong 
  - Park Sang-hoon vai Park Joon-young lúc nhỏ
- Kim Sung-cheol vai Han Hyeon-ho
- Park Ji-hyun vai Lee Jung-kyeong
  - Shin Soo-yeon vai Lee Jung-kyung lúc nhỏ
- Lee You-jin  vai Yoon Dong-yoon
- Bae Da-bin vai Kang Min-sung

### Vai phụ

#### Quỹ văn hóa Kyunghoo
- Ye Soo-jung[7] vai Na Moon-sook
- Kim Jong-tae vai Lee Sung-geun
- Seo Jeong-yeon vai Cha Young-in
- Choi Dae-hoon vai Park Sung-jae
- Ahn Sang-eun vai Jung Da-woon
- Lee Ji-won vai Kim Hae-na
- Yang Jo-ah vai Im Yoo-jin

#### Đại học Seoryeong
- Gil Hae-yeon vai Song Jeong-hee
- Baek Ji-won vai Lee Soo-kyeong
- Joo Seok-tae vai Yoo Tae-jin

#### Những người xung quanh Chae Song-ah
- Kim Hak-sun vai bố của Song-ah

* Kim Sun-hwa vai mẹ của Song-ah
* Lee Noh-ah vai Chae Song-hee, chị gái của Song-ah

### Các nhân vật khác
- Kim Jung-young vai mẹ của Park Joon-young
- Ko So-hyun vai Yang Ji-won, nghệ sĩ violin
- Kim Gook-hee vai mẹ của Ji-won
- Yoon Chan-young vai Seung Ji-min, nghệ sĩ piano
- Kim Mi-kyung vai nhạc trưởng

## Sản xuất
Đạo diễn Jo Young-min và nhà biên kịch Ryu Bo-ri trước đây đã hợp tác trong bộ phim truyền hình SBS 17 Years Old Condition năm 2019.
Buổi đọc kịch bản đầu tiên diễn ra vào tháng 4 năm 2020 tại Trung tâm Sản xuất Tanhyeon của đài SBS. Bộ phim chính thức khởi quay vào ngày 15 tháng 10 năm 2020.
Dàn diễn viên chính (Kim Min-jae, Park Eun-bin, Park Ji-hyun và Kim Sung-cheol) đã xuất hiện trong tập thứ 518 của chương trình truyền hình Running Man để quảng bá cho bộ phim.

## Nhạc phim
Phần 1
| Phát hành vào 1 tháng 9 năm 2020 | Phát hành vào 1 tháng 9 năm 2020 | Phát hành vào 1 tháng 9 năm 2020 | Phát hành vào 1 tháng 9 năm 2020 | Phát hành vào 1 tháng 9 năm 2020 | Phát hành vào 1 tháng 9 năm 2020 |
| STT                              | Nhan đề                          | Phổ lời                          | Phổ nhạc                         | Nghệ sĩ                          | Thời lượng                       |
| -------------------------------- | -------------------------------- | -------------------------------- | -------------------------------- | -------------------------------- | -------------------------------- |
| 1.                               | "Close To Me"                    | Ji Hoon Jay Kim                  | Cha Ji-hye Hwang Chan-hee        | Punch                            | 3:32                             |
| 2.                               | "Close To Me" (Inst.)            |                                  | Cha Ji-hye Hwang Chan-hee        |                                  | 3:32                             |
| Tổng thời lượng:                 | Tổng thời lượng:                 | Tổng thời lượng:                 | Tổng thời lượng:                 | Tổng thời lượng:                 | 7:04                             |

Phần 2
| Phát hành vào 7 tháng 9 năm 2020 | Phát hành vào 7 tháng 9 năm 2020 | Phát hành vào 7 tháng 9 năm 2020 | Phát hành vào 7 tháng 9 năm 2020 | Phát hành vào 7 tháng 9 năm 2020 | Phát hành vào 7 tháng 9 năm 2020 |
| STT                              | Nhan đề                          | Phổ lời                          | Phổ nhạc                         | Nghệ sĩ                          | Thời lượng                       |
| -------------------------------- | -------------------------------- | -------------------------------- | -------------------------------- | -------------------------------- | -------------------------------- |
| 1.                               | "Confession" (지금 만나러 갈게)  | Ji Hoon Jay Kim                  | KZ Jung Su-min Kim Hye-kwang     | g.o.d                            | 4:16                             |
| 2.                               | "Confession" (Inst.)             |                                  | KZ Jung Su-min Kim Hye-kwang     |                                  | 4:16                             |
| Tổng thời lượng:                 | Tổng thời lượng:                 | Tổng thời lượng:                 | Tổng thời lượng:                 | Tổng thời lượng:                 | 8:32                             |

Phần 3
| Phát hành vào 8 tháng 9 năm 2020 | Phát hành vào 8 tháng 9 năm 2020 | Phát hành vào 8 tháng 9 năm 2020 | Phát hành vào 8 tháng 9 năm 2020 | Phát hành vào 8 tháng 9 năm 2020 | Phát hành vào 8 tháng 9 năm 2020 |
| STT                              | Nhan đề                          | Phổ lời                          | Phổ nhạc                         | Nghệ sĩ                          | Thời lượng                       |
| -------------------------------- | -------------------------------- | -------------------------------- | -------------------------------- | -------------------------------- | -------------------------------- |
| 1.                               | "Your Moonlight" (너의 달빛)     | Ji Hoon Jay Kim                  | Choi In-hwan Lee Seung-joo       | Chen (EXO)                       | 3:44                             |
| 2.                               | "Your Moonlight" (Inst.)         |                                  | Choi In-hwan Lee Seung-joo       |                                  | 3:44                             |
| Tổng thời lượng:                 | Tổng thời lượng:                 | Tổng thời lượng:                 | Tổng thời lượng:                 | Tổng thời lượng:                 | 7:28                             |

Phần 4
| Phát hành vào 14 tháng 9 năm 2020 | Phát hành vào 14 tháng 9 năm 2020 | Phát hành vào 14 tháng 9 năm 2020 | Phát hành vào 14 tháng 9 năm 2020 | Phát hành vào 14 tháng 9 năm 2020 | Phát hành vào 14 tháng 9 năm 2020 |
| STT                               | Nhan đề                           | Phổ lời                           | Phổ nhạc                          | Nghệ sĩ                           | Thời lượng                        |
| --------------------------------- | --------------------------------- | --------------------------------- | --------------------------------- | --------------------------------- | --------------------------------- |
| 1.                                | "Love Me" (널 사랑했던 한 사람)   | Punch Ji Hoon Jay Kim             | Lee Seung-joo Choi In-hwan        | Punch                             | 3:58                              |
| 2.                                | "Love Me" (Inst.)                 |                                   | Lee Seung-joo Choi In-hwan        |                                   | 3:58                              |
| Tổng thời lượng:                  | Tổng thời lượng:                  | Tổng thời lượng:                  | Tổng thời lượng:                  | Tổng thời lượng:                  | 7:56                              |

Phần 5
| Phát hành vào 15 tháng 9 năm 2020 | Phát hành vào 15 tháng 9 năm 2020 | Phát hành vào 15 tháng 9 năm 2020 | Phát hành vào 15 tháng 9 năm 2020    | Phát hành vào 15 tháng 9 năm 2020 | Phát hành vào 15 tháng 9 năm 2020 |
| STT                               | Nhan đề                           | Phổ lời                           | Phổ nhạc                             | Nghệ sĩ                           | Thời lượng                        |
| --------------------------------- | --------------------------------- | --------------------------------- | ------------------------------------ | --------------------------------- | --------------------------------- |
| 1.                                | "Kiss Me" (내일은 고백할게)       | Ji Hoon Bae Jin-young Jay Kim     | Ashley Aisha (153/Joombas) Hyuk Shin | Taeyeon (Girls' Generation)       | 3:58                              |
| 2.                                | "Kiss Me" (Inst.)                 |                                   | Ashley Aisha (153/Joombas) Hyuk Shin |                                   | 3:58                              |
| Tổng thời lượng:                  | Tổng thời lượng:                  | Tổng thời lượng:                  | Tổng thời lượng:                     | Tổng thời lượng:                  | 7:56                              |

Phần 6
| Phát hành vào 21 tháng 9 năm 2020 | Phát hành vào 21 tháng 9 năm 2020  | Phát hành vào 21 tháng 9 năm 2020 | Phát hành vào 21 tháng 9 năm 2020         | Phát hành vào 21 tháng 9 năm 2020 | Phát hành vào 21 tháng 9 năm 2020 |
| STT                               | Nhan đề                            | Phổ lời                           | Phổ nhạc                                  | Nghệ sĩ                           | Thời lượng                        |
| --------------------------------- | ---------------------------------- | --------------------------------- | ----------------------------------------- | --------------------------------- | --------------------------------- |
| 1.                                | "Dream" (그리워하면 그댈 만날까봐) | Ji Hoon Jay Kim                   | Hwang Chan-hee Lee Seung-joo Choi In-hwan | Kim Na-young                      | 3:27                              |
| 2.                                | "Dream" (Inst.)                    |                                   | Hwang Chan-hee Lee Seung-joo Choi In-hwan |                                   | 3:27                              |
| Tổng thời lượng:                  | Tổng thời lượng:                   | Tổng thời lượng:                  | Tổng thời lượng:                          | Tổng thời lượng:                  | 6:54                              |

Phần 7
| Phát hành vào 22 tháng 9 năm 2020 | Phát hành vào 22 tháng 9 năm 2020 | Phát hành vào 22 tháng 9 năm 2020 | Phát hành vào 22 tháng 9 năm 2020 | Phát hành vào 22 tháng 9 năm 2020 | Phát hành vào 22 tháng 9 năm 2020 |
| STT                               | Nhan đề                           | Phổ lời                           | Phổ nhạc                          | Nghệ sĩ                           | Thời lượng                        |
| --------------------------------- | --------------------------------- | --------------------------------- | --------------------------------- | --------------------------------- | --------------------------------- |
| 1.                                | "My Love"                         | Ji Hoon Jay Kim                   | A10TION Noheul                    | Jo Yu-ri (Iz*One)                 | 3:05                              |
| 2.                                | "My Love" (Inst.)                 |                                   | A10TION Noheul                    |                                   | 3:05                              |
| Tổng thời lượng:                  | Tổng thời lượng:                  | Tổng thời lượng:                  | Tổng thời lượng:                  | Tổng thời lượng:                  | 6:10                              |

Phần 8
| Phát hành vào 27 tháng 9 năm 2020 | Phát hành vào 27 tháng 9 năm 2020 | Phát hành vào 27 tháng 9 năm 2020 | Phát hành vào 27 tháng 9 năm 2020 | Phát hành vào 27 tháng 9 năm 2020 | Phát hành vào 27 tháng 9 năm 2020 |
| STT                               | Nhan đề                           | Phổ lời                           | Phổ nhạc                          | Nghệ sĩ                           | Thời lượng                        |
| --------------------------------- | --------------------------------- | --------------------------------- | --------------------------------- | --------------------------------- | --------------------------------- |
| 1.                                | "Midnight" (밤하늘의 저 별처럼)   | Punch Ji Hoon Jay Kim             | Rocoberry Pinkpage                | Heize Punch                       | 3:47                              |
| 2.                                | "Midnight" (Inst.)                |                                   | Rocoberry Pinkpage                |                                   | 3:47                              |
| Tổng thời lượng:                  | Tổng thời lượng:                  | Tổng thời lượng:                  | Tổng thời lượng:                  | Tổng thời lượng:                  | 7:34                              |

Phần 9
| Phát hành vào 28 tháng 9 năm 2020 | Phát hành vào 28 tháng 9 năm 2020 | Phát hành vào 28 tháng 9 năm 2020 | Phát hành vào 28 tháng 9 năm 2020 | Phát hành vào 28 tháng 9 năm 2020 | Phát hành vào 28 tháng 9 năm 2020 |
| STT                               | Nhan đề                           | Phổ lời                           | Phổ nhạc                          | Nghệ sĩ                           | Thời lượng                        |
| --------------------------------- | --------------------------------- | --------------------------------- | --------------------------------- | --------------------------------- | --------------------------------- |
| 1.                                | "Beautiful" (아름다운 한 사람)    | Ji Hoon Jay Kim                   | Rocoberry                         | K.Will                            | 3:53                              |
| 2.                                | "Beautiful" (Inst.)               |                                   | Rocoberry                         |                                   | 3:53                              |
| Tổng thời lượng:                  | Tổng thời lượng:                  | Tổng thời lượng:                  | Tổng thời lượng:                  | Tổng thời lượng:                  | 7:46                              |

Phần 10
| RPhát hành vào 29 tháng 9 năm 2020 | RPhát hành vào 29 tháng 9 năm 2020 | RPhát hành vào 29 tháng 9 năm 2020 | RPhát hành vào 29 tháng 9 năm 2020 | RPhát hành vào 29 tháng 9 năm 2020 | RPhát hành vào 29 tháng 9 năm 2020 |
| STT                                | Nhan đề                            | Phổ lời                            | Phổ nhạc                           | Nghệ sĩ                            | Thời lượng                         |
| ---------------------------------- | ---------------------------------- | ---------------------------------- | ---------------------------------- | ---------------------------------- | ---------------------------------- |
| 1.                                 | "Love Song" (노래해요 그대 듣도록) | Ji Hoon                            | Ahn Young-min                      | Gummy                              | 3:10                               |
| 2.                                 | "Love Song" (Inst.)                |                                    | Ahn Young-min                      |                                    | 3:10                               |
| Tổng thời lượng:                   | Tổng thời lượng:                   | Tổng thời lượng:                   | Tổng thời lượng:                   | Tổng thời lượng:                   | 6:20                               |

Phần 11
| Nghệ sĩ 6 tháng 10 năm 2020 | Nghệ sĩ 6 tháng 10 năm 2020 | Nghệ sĩ 6 tháng 10 năm 2020 | Nghệ sĩ 6 tháng 10 năm 2020 | Nghệ sĩ 6 tháng 10 năm 2020 | Nghệ sĩ 6 tháng 10 năm 2020 |
| STT                         | Nhan đề                     | Phổ lời                     | Phổ nhạc                    | Artist                      | Thời lượng                  |
| --------------------------- | --------------------------- | --------------------------- | --------------------------- | --------------------------- | --------------------------- |
| 1.                          | "Happy"                     | Ji Hoon                     | Gaemi Midnight              | Baekhyun (EXO)              | 3:53                        |
| 2.                          | "Happy" (Inst.)             |                             | Gaemi Midnight              |                             | 3:53                        |
| Tổng thời lượng:            | Tổng thời lượng:            | Tổng thời lượng:            | Tổng thời lượng:            | Tổng thời lượng:            | 7:46                        |

### Xếp hạng
| Tiêu đề                    | Năm  | Vị trí xếp hạng | Nhận xét | Chú thích. |
| Tiêu đề                    | Năm  | KOR             | Nhận xét | Chú thích. |
| -------------------------- | ---- | --------------- | -------- | ---------- |
| "Your Moonlight" (Chen)    | 2020 | 152             | Phần 3   | [ 10 ]     |
| "Love Me" (Punch)          | 2020 | 119             | Phần 4   | [ 11 ]     |
| "Kiss Me" (Taeyeon)        | 2020 | 59              | Phần 5   | [ 11 ]     |
| "Dream" (Kim Na-young)     | 2020 | 110             | Phần 6   | [ 12 ]     |
| "Midnight" (Heize & Punch) | 2020 | 29              | Phần 8   | [ 13 ]     |
| "Beautiful" (K.Will)       | 2020 | 110             | Phần 9   | [ 13 ]     |
| "Love Song" (Gummy)        | 2020 | 154             | Phần 10  | [ 13 ]     |
| "Happy" (Baekhyun)         | 2020 | 73              | Phần 11  | [ 14 ]     |

## Tỷ lệ người xem
| Mùa | Mùa | Số tập | Số tập | Số tập | Số tập | Số tập | Số tập | Số tập | Số tập | Số tập | Số tập | Số tập | Số tập | Số tập | Số tập | Số tập | Số tập | Trung bình |
| Mùa | Mùa | 1      | 2      | 3      | 4      | 5      | 6      | 7      | 8      | 9      | 10     | 11     | 12     | 13     | 14     | 15     | 16     | Trung bình |
| --- | --- | ------ | ------ | ------ | ------ | ------ | ------ | ------ | ------ | ------ | ------ | ------ | ------ | ------ | ------ | ------ | ------ | ---------- |
|     | 1   | 937    | 852    | 1075   | 976    | 1009   | 960    | 1040   | 1061   | 982    | 954    | 924    | 921    | 1006   | 932    | 985    | 1090   | 982        |

| Tập. | Phần       | Ngày phát sóng            | Tiêu đề | Tỷ lệ người xem trung bình (AGB Nielsen) | Tỷ lệ người xem trung bình (AGB Nielsen) |
| Tập. | Phần       | Ngày phát sóng            | Tiêu đề | Toàn quốc                                | Seoul                                    |
| --- | ---------- | ------------------------- | --- | ---------------------------------------- | ---------------------------------------- |
| 1 | 1          | ngày 31 tháng 8 năm 2020  | Träumerei: Dream (트로이메라이: 꿈)                                                                            | 4.2% (NR)                                | —                                        |
| 1 | 2          | ngày 31 tháng 8 năm 2020  | Träumerei: Dream (트로이메라이: 꿈)                                                                            | 5.3% (19th)                              | 6.2% (15th)                              |
| 2 | 1          | ngày 1 tháng 9 năm 2020   | Poco a Poco: Slowly, Gradually (포코 아 포코: 서서히, 조금씩)                                                  | 3.8% (NR)                                | —                                        |
| 2 | 2          | ngày 1 tháng 9 năm 2020   | Poco a Poco: Slowly, Gradually (포코 아 포코: 서서히, 조금씩)                                                  | 5.0% (19th)                              | 5.7% (18th)                              |
| 3 | 1          | ngày 7 tháng 9 năm 2020   | Innig: Heartfelt (이니히: 진심으로)                                                                            | 4.5% (NR)                                | —                                        |
| 3 | 2          | ngày 7 tháng 9 năm 2020   | Innig: Heartfelt (이니히: 진심으로)                                                                            | 5.6% (18th)                              | 6.5% (15th)                              |
| 4 | 1          | ngày 8 tháng 9 năm 2020   | Non Troppo: Not Too Much (논 트로포: 지나치지 않게)                                                            | 4.3% (NR)                                | —                                        |
| 4 | 2          | ngày 8 tháng 9 năm 2020   | Non Troppo: Not Too Much (논 트로포: 지나치지 않게)                                                            | 5.3% (18th)                              | 6.4% (15th)                              |
| 5 | 1          | ngày 14 tháng 9 năm 2020  | Accelerando: Accelerating (아첼레란도: 점점 빠르게)                                                            | 4.5% (NR)                                | —                                        |
| 5 | 2          | ngày 14 tháng 9 năm 2020  | Accelerando: Accelerating (아첼레란도: 점점 빠르게)                                                            | 5.8% (14th)                              | 6.8% (9th)                               |
| 6 | 1          | ngày 15 tháng 9 năm 2020  | Raffrenando: Controlling One's Pace (라프레난도: 속도를 억제하면서)                                            | 4.5% (NR)                                | —                                        |
| 6 | 2          | ngày 15 tháng 9 năm 2020  | Raffrenando: Controlling One's Pace (라프레난도: 속도를 억제하면서)                                            | 5.6% (16th)                              | 6.3% (11th)                              |
| 7 | 1          | ngày 21 tháng 9 năm 2020  | Inquieto: Restless, Unstable (인키에토: 불안하게, 안정감 없이)                                                 | 4.4% (NR)                                | —                                        |
| 7 | 2          | ngày 21 tháng 9 năm 2020  | Inquieto: Restless, Unstable (인키에토: 불안하게, 안정감 없이)                                                 | 5.8% (16th)                              | 6.5% (11th)                              |
| 8 | 1          | ngày 22 tháng 9 năm 2020  | Con Fermezza: Firmly, Clearly (콘 페르메차: 확실하게, 분명하게)                                                | 4.4% (NR)                                | —                                        |
| 8 | 2          | ngày 22 tháng 9 năm 2020  | Con Fermezza: Firmly, Clearly (콘 페르메차: 확실하게, 분명하게)                                                | 6.3% (12th)                              | 7.1% (6th)                               |
| 9 | 1          | ngày 28 tháng 9 năm 2020  | Dolce: Sweetly (돌체: 달콤하게)                                                                                | 3.6% (NR)                                | —                                        |
| 9 | 2          | ngày 28 tháng 9 năm 2020  | Dolce: Sweetly (돌체: 달콤하게)                                                                                | 5.5% (18th)                              | 6.1% (14th)                              |
| 10 | 1          | ngày 29 tháng 9 năm 2020  | Sotto Voce: In a Whisper (소토 보체: 속삭이는 목소리로)                                                        | 3.6% (NR)                                | —                                        |
| 10 | 2          | ngày 29 tháng 9 năm 2020  | Sotto Voce: In a Whisper (소토 보체: 속삭이는 목소리로)                                                        | 5.5% (15th)                              | 5.9% (9th)                               |
| 11 | 1          | ngày 5 tháng 10 năm 2020  | Fermata: Hold, Pause (페르마타: 늘임표)                                                                        | 3.9% (NR)                                | —                                        |
| 11 | 2          | ngày 5 tháng 10 năm 2020  | Fermata: Hold, Pause (페르마타: 늘임표)                                                                        | 5.2% (18th)                              | 5.9% (17th)                              |
| 12 | 1          | ngày 6 tháng 10 năm 2020  | Da Capo: From The Beginning (다 카포: 처음으로 되돌아가서)                                                     | 4.1% (NR)                                | —                                        |
| 12 | 2          | ngày 6 tháng 10 năm 2020  | Da Capo: From The Beginning (다 카포: 처음으로 되돌아가서)                                                     | 5.4% (18th)                              | 6.2% (14th)                              |
| 13 | 1          | ngày 12 tháng 10 năm 2020 | Arpeggio: A Broken Chord (아르페지오: 펼침화음)                                                                | 4.6% (NR)                                | —                                        |
| 13 | 2          | ngày 12 tháng 10 năm 2020 | Arpeggio: A Broken Chord (아르페지오: 펼침화음)                                                                | 6.0% (14th)                              | 6.9% (9th)                               |
| 14 | 1          | ngày 13 tháng 10 năm 2020 | A tempo\|A Tempo: Return To The Original Speed (아 템포: 본래의 속도로 돌아가서)                               | 4.3% (NR)                                | —                                        |
| 14 | 2          | ngày 13 tháng 10 năm 2020 | A tempo\|A Tempo: Return To The Original Speed (아 템포: 본래의 속도로 돌아가서)                               | 5.7% (14th)                              | 6.2% (12th)                              |
| 15 | 1          | ngày 19 tháng 10 năm 2020 | Generalpause\|General Pause, G.P.: Stop Abruptly and All Rest (게네랄 파우제: 돌연히 멈추고 모든 성부가 쉴 것) | 3.9% (NR)                                | —                                        |
| 15 | 2          | ngày 19 tháng 10 năm 2020 | Generalpause\|General Pause, G.P.: Stop Abruptly and All Rest (게네랄 파우제: 돌연히 멈추고 모든 성부가 쉴 것) | 5.6% (17th)                              | 6.3% (13th)                              |
| 16 | 1          | ngày 20 tháng 10 năm 2020 | Crescendo: Gradually Louder (크레센도: 점점 크게)                                                              | 4.6% (NR)                                | —                                        |
| 16 | 2          | ngày 20 tháng 10 năm 2020 | Crescendo: Gradually Louder (크레센도: 점점 크게)                                                              | 6.0% (11th)                              | 6.9% (9th)                               |
| Trung bình | Trung bình | Trung bình                | | %                                        | 6.3%                                     |
| - Trong bảng trên đây, số màu xanh biểu thị cho tỷ lệ người xem thấp nhất và số màu đỏ biểu thị cho tỷ lệ người xem cao nhất. - NR bộ phim không được xếp hàng trong top 20 chương trình hàng ngày vào ngày hôm đó. - N/A biểu thị tỷ lệ người xem không được biết. |            |                           | |                                          |                                          |